# Vains

Vains este o comună în departamentul Manche, Franța. În 1 ianuarie 2022 avea o populație de 760 de locuitori.